# 小行星4073
小行星4073（英語：4073 Ruianzhongxue）是一颗围绕太阳公转的小行星。1981年10月23日，紫金山天文台在南京发现了此天体。
这颗小行星的绝对星等为190.8917159632938等。